# Heráldica socialista
A heráldica socialista se refere ao estilo usado pelos países socialistas na concepção dos seus emblemas nacionais. Embora muitas vezes chamado de brasões de armas, a maioria desses símbolos não são tecnicamente brasões, no sentido estrito, uma vez que carecem de elementos heráldicos essenciais, segundo a concepção tradicional europeia, como o escudo. A substituição  deste, como elemento central, pelo campo paisagístico ou pelo fundo vermelho, representou uma inovação heráldica que rompeu com as normas medievais, marcantemente aristocráticas. Mesmo com o fim do socialismo histórico, muitas nações da antiga união soviética ou sob influência do mesmo, reeditaram suas armas nacionais mantendo a linha geral desta nova heráldica.

## Origens
A União Soviética, nascida após a revolução de 1917, precisava de brasões, bandeiras e selos, mas não se dispunha a usar os velhos símbolos heráldicos que derivavam do feudalismo, que foram associados ao velho regime.
Um estilo totalmente novo foi inventado,  concentrando-se nos ideais do comunismo: uma sociedade próspera dirigida pelos trabalhadores. Este estilo foi seguido por outros estados socialistas no mundo.

## Características

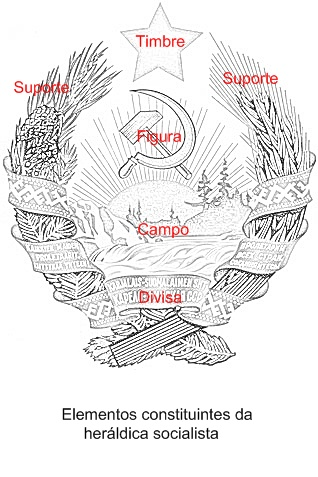

Os elementos básicos constituintes da heráldica socialista são: as guirlandas ovais ou circulares de produtos agrícolas como suporte, a estrela vermelha como timbre, faixas vermelhas enlaçadas nas guirlandas como divisas, e paisagens naturais ou de parques industriais como campo heráldico, o mais das vezes com o sol ao fundo e a foice e o martelo como figuras do escudo. Estes novos elementos inauguraram uma nova concepção heráldica, rompendo com a tradicional, tida pelos teóricos comunistas como eivada de elementos medievais e burgueses, que são antagônicos às aspirações proletárias.
A Heráldica Socialista normalmente faz uso dos seguintes elementos gráficos, mas não necessariamente comunista na natureza. São muitas vezes incorporadas às bandeiras, selos e propaganda dos países comunistas e movimentos sociais e sindicais.
Incluem-se nos elementos heráldicos:
- Ferramentas de trabalho:  picaretas, enxadas, foices, e, no caso do Partido dos Trabalhadores Coreano, um pincel para representar a intelectualidade. O onipresente símbolo da foice e o martelo também pertencem a esta categoria.
- Sóis, exemplificados nas armas da União Soviética, a República Socialista da Croácia e do Turcomenistão.
- Rodas dentadas, exemplificadas nas armas de Angola e da República Popular da China
- Guirlandas de cereais como trigo, algodão, milho ou outras culturas agrícolas, presentes nos emblemas nacionais de quase todos os estados históricos comunistas.
- Armas de fogo, em contraste com armas brancas da heráldica medieval, como o rifle AK-47 sobre a bandeira de Moçambique.
- Faixas vermelhas com letras douradas, exemplificado nos emblemas do Vietnã e da China.
- A Estrela Vermelha ou Dourada, talvez o símbolo socialista mais comum juntamente com a foice e o martelo.
- Livros abertos, exemplificado nas armas nacionais de Moçambique, Angola e Afeganistão.
- Fábricas ou equipamentos industriais, exemplificado nas armas da Coreia do Norte, da República Socialista da Bósnia e Herzegovina, Camboja e Azerbaijão.
- As paisagens naturais, exemplificados nos emblemas da Macedônia, da Romênia e da República Socialista Soviética da Carélia-Finlandesa.
- Tochas, exemplificadas no emblema da República Socialista Federativa da Iugoslávia e na Argélia socialista.
- Espada e escudo, exemplificados no emblema da KGB.
- A cor vermelha, que predomina nos campos heráldicos, adotada pelos movimentos revolucionários desde o século XIX.

## Desenvolvimento
O Brasão de armas da União Soviética foi o primeiro exemplo de heráldica socialista. Este estilo foi seguido em vários países, particularmente na Europa Oriental, África e Ásia, exceto em Cuba e Polônia, notáveis exemplos de estados socialistas que não utilizaram imagens notoriamente comunistas em suas bandeiras, brasões ou outras representações gráficas. Estes países optaram por manter sua tradição heráldica, já que no caso polonês, a eliminação da coroa e o fundo carolíngio rubro colocava seu brasão na simbologia socialista; já no caso cubano, os elementos republicanos, inspirados com elementos relacionados à Revolução Francesa dispensaram uma reforma dos símbolos nacionais.
A República Socialista da Romênia criou uma nova tradição heráldica socialista que se mostrou bastante controversa. O Comitê Estatal de Heráldica combinou temas turísticos, representações fotográficas de paisagens com figuras heráldicas antigas e itens modernos, como plataformas de petróleo.
Em 1974, a Hungria substituiu os brasões de 83 cidades com emblemas do estilo soviético-socialista. Leões com séculos de tradição e as águias foram substituídas por aplausos dos trabalhadores, famílias com crianças e jovens fazendeiros orgulhosos alcançando o sol com seus punhos. Todos esses temas de propaganda foram coroados por uma estrela vermelha.
Com o desaparecimento da União Soviética e do regime socialista nos seus países satélites, a heráldica socialista foi substituída por antigos símbolos pré-comunistas ou emblemas inteiramente novos de armas.
No entanto, a heráldica socialista ainda continua forte em alguns países, como a República Popular da China. Também a Coreia do Norte tem um emblema nacional no estilo socialista puro, tal como o Vietnã. Podemos também notar que os emblemas nacionais da Bielorrússia e da Macedônia são reminiscentes do socialismo.
Na África existem os emblemas de Angola e Moçambique que mantém ainda hoje vivo o estilo soviético.
A República da Sérvia usou o brasão de armas da República Socialista da Sérvia  até a restauração dos antigos símbolos feudais. Seguiram essa tendência vários outros estados eslavos da região, o que traz uma certa celeuma por se tratarem de repúblicas com símbolos monárquicos restabelecidos.

## Galerias

### Emblemas Históricos

República Popular Socialista da Albânia (1946-1992)
República Democrática Alemã (Alemanha Oriental)(1949-1990)
República Socialista Soviética da Armênia (1920-1991)
República Socialista Soviética do Azerbaijão (1920-1991)
República Popular do Benim (1975-1990)
República Socialista Soviética da Bielorrússia (1920-1991)
República Socialista da Bósnia e Herzegovina (1943–1992)
República Popular da Bulgária (1946-1990)
Burquina Fasso (1984-1997)
Cabo Verde (1975-1992)
República Socialista Soviética Carelo-Finlandesa (1940-1956)
República Socialista Soviética Cazaque (1936-1991)
República Popular do Congo (1969-1992)
República Socialista da Croácia (1943–1992)
República de Mahabad (Curdistão iraniano) (1946–1947)
República Socialista da Eslovênia (1945–1992)
República Socialista Soviética da Estônia (1940-1991)
República Democrática Popular da Etiópia (1987-1991)
Gagaúzia (Moldávia) (1956-1991)
República Socialista Soviética da Geórgia (1921-1991)
República Popular da Hungria (1949-1956)
República Popular da Hungria (1957-1989)
Iugoslávia (1943–1992)
República Socialista Soviética da Letônia (1940-1991)
República Socialista Soviética da Lituânia (1940-1991)
República Socialista da Macedônia (1944–1992)
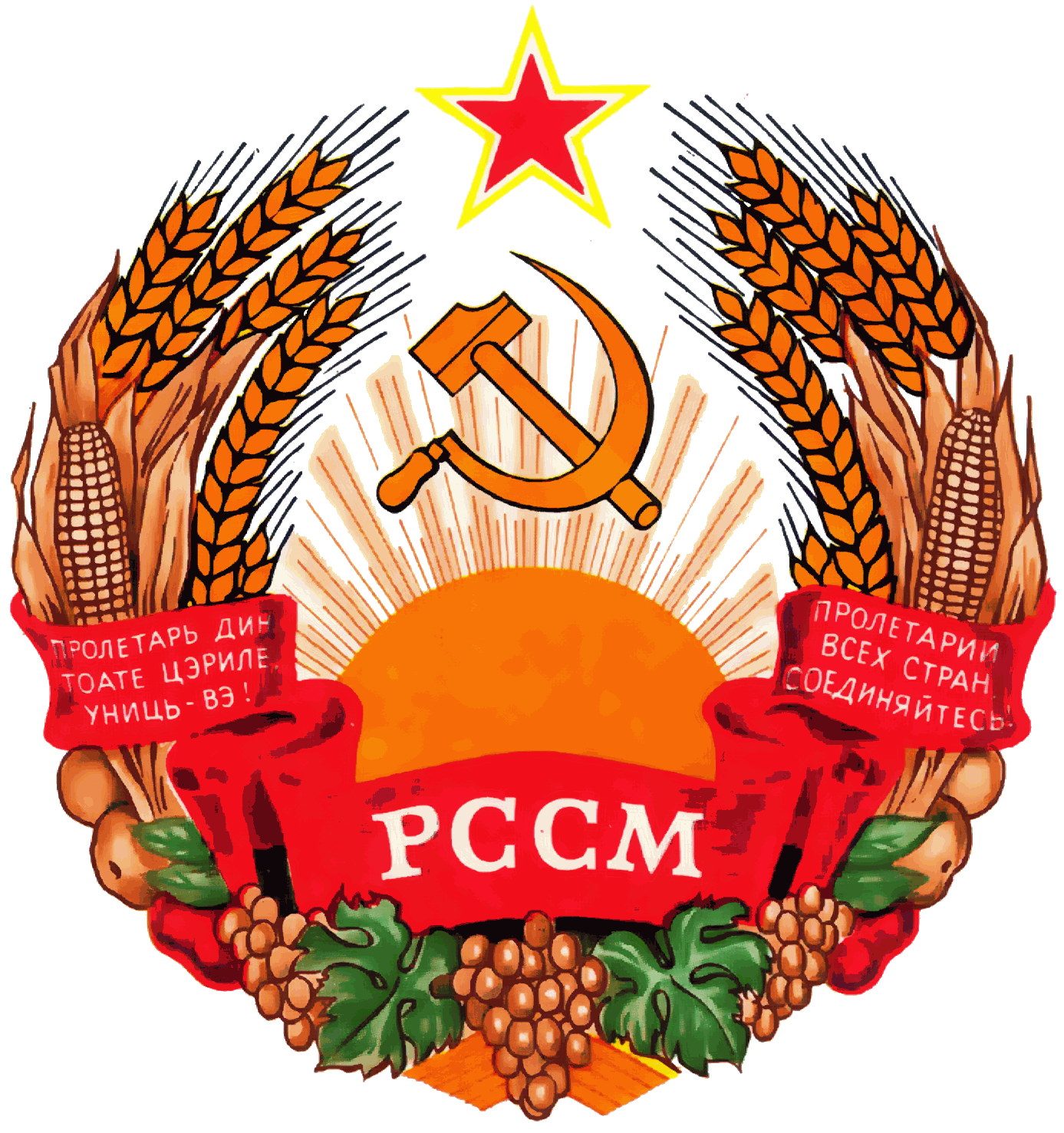
República Socialista Soviética da Moldávia (1940-1991)
República Popular da Mongólia (1924–1992)
República Socialista de Montenegro (1944–1992)
República Socialista Soviética do Quirguiz (1936-1991)
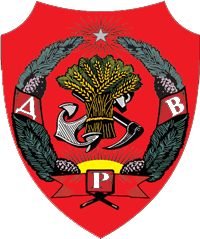
República do Extremo Oriente (1920-1922)
República Socialista da Romênia (1948)
República Socialista da Romênia (1948-1952)
República Socialista da Romênia (1952-1965)
República Socialista da Romênia (1965-1989)
República Socialista Federativa Soviética da Rússia (1920-1978)
República Socialista Federativa Soviética da Rússia (1978-1992)
República Socialista Federativa Soviética da Rússia (1992-1993)
República Socialista da Sérvia (1944–1992)
República Socialista Soviética Tajique(1956-1991)
Transcaucásia (1956-1991)
República Socialista Soviética Turcomena (1925-1991)
República Popular de Tuva (1921-1944)
República Socialista Soviética da Ucrânia (1919-1991)
União das Repúblicas Socialistas Soviética (1923-1936)
União das Repúblicas Socialistas Soviética (1956-1991)
República Socialista Soviética Uzbeque (1924-1991)

### Emblemas Atuais

Emirado Islâmico do Afeganistão
República de Angola
República da Bielorrússia
República Popular da China
República Democrática Popular da Coreia
República da Guiné-Bissau
República Italiana
República da Macedônia do Norte
República Democrática Popular do Laos
República de Moçambique
República do Tajiquistão
República Moldava Peridniestriana (Transnístria)
República do Uzbequistão
República Socialista do Vietnã